# Paraboea sinensis
Paraboea sinensis är en tvåhjärtbladig växtart som först beskrevs av Oliver, och fick sitt nu gällande namn av Brian Laurence Burtt. Paraboea sinensis ingår i släktet Paraboea och familjen Gesneriaceae. Inga underarter finns listade i Catalogue of Life.